# Skvělá izolace

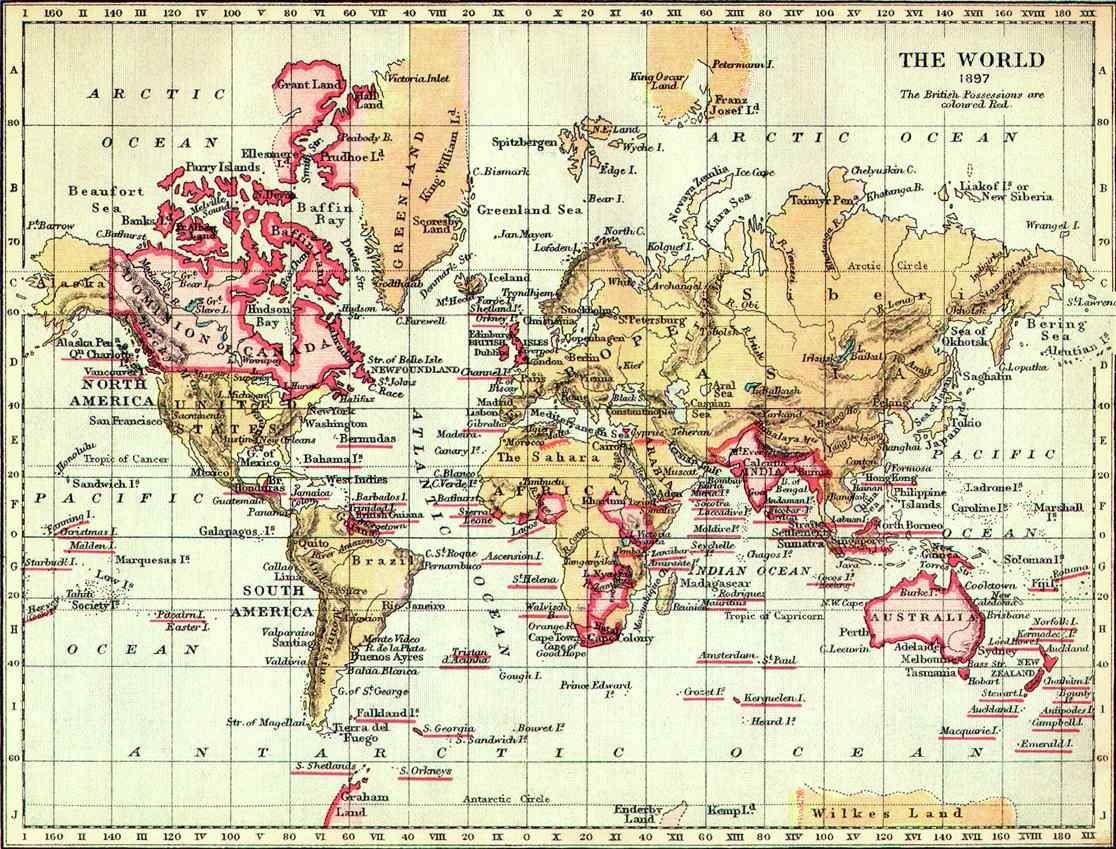
Britské impérium v době skvělé izolace

Splendid isolation neboli skvělá izolace představovala koncept zahraniční politiky Velké Británie během druhé poloviny 19. století. Politika skvělé izolace spočívala v nevázání Británie ve spojenectví s jinými mocnostmi a nezasahování do jejich vzájemných sporů především na evropském kontinentu a soustředění se na vlastní problémy.
Británie jakožto největší světová mocnost většiny 19. století se zásadně neúčastnila systému koalic utvářených ostatními evropskými velmocemi a místo toho se plně věnovala rozvoji svého zámořského impéria. Zároveň však svou silou udržovala celý systém mocenské rovnováhy v chodu a bránila jiným velmocem v dosažení dominance a ohrožení jejího impéria. Koncem 19. století ale dochází ke sjednocení Německa a Británie získává silného konkurenta - císařské Německo.
Období britské izolace definitivně skončilo uzavřením britsko-japonského spojenectví v roce 1902. Nedlouho poté uzavřela Británie Srdečnou dohodu s Francií (1904) a spojenectví s Ruskem (1907), čímž vznikla Trojdohoda.